# 113 км (платформа)
45°04′55″ пн. ш. 35°23′38″ сх. д. / 45.081944444444° пн. ш. 35.393888888889° сх. д.
113 кіломе́тр (у російських джерелах — Айвазовська-Вантажна, Айвазовська-Товарна) — пасажирський залізничний зупинний пункт Кримської дирекції Придніпровської залізниці на лінії Владиславівка — Феодосія.
Розташований на півночі Феодосії (місцевість Ближні Комиші) Феодосійської міської ради АР Крим між станціями Владиславівка (12 км) та Айвазовська (2 км).
Станом на березень 2017 року зупиняються лише приміські поїзди.